# Brundibar

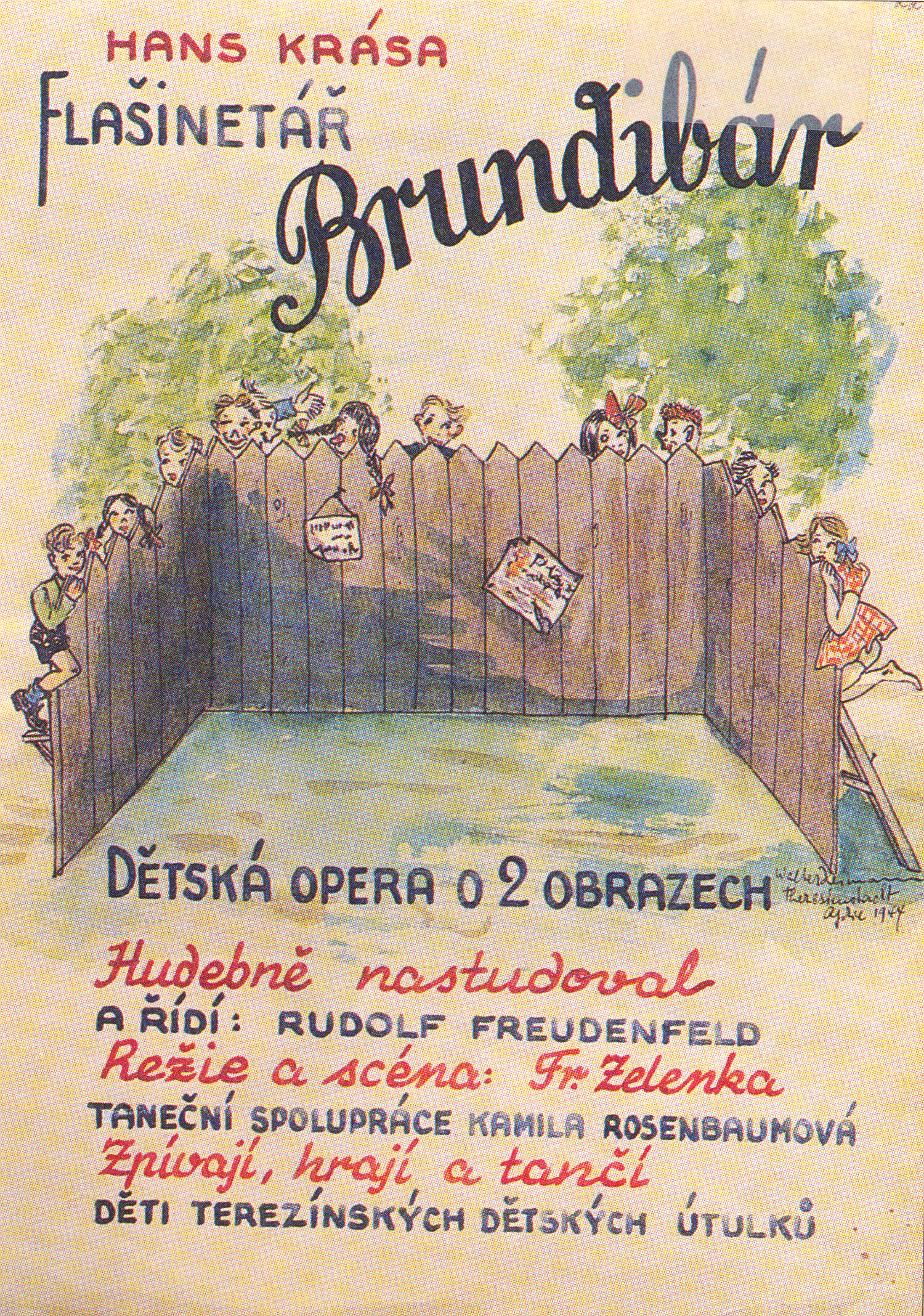
Poster, Theresienstadt, 1944.

Brundibar (Brundibár) è un'opera per bambini del compositore ceco ebreo Hans Krása su libretto di Adolf Hoffmeister, originariamente rappresentata dai bambini del Campo di concentramento di Theresienstadt nella Cecoslovacchia occupata. Il nome deriva dal gergo cecoslovacco per definire il bombo. Le ultime esibizioni su un palco da parte di un coro risalgono al 29 settembre 2024, presso la Filarmonica di Cracovia, ed al 27 gennaio 2025 presso l'auditorium Manzoni di Bologna. 

## Storia
Krása e Hoffmeister scrissero l'opera nel 1938 per un concorso organizzato dal governo, che venne successivamente annullato a causa degli sviluppi politici del tempo. Le prove cominciarono nel 1941 all'orfanotrofio ebraico di Praga, che al momento funzionava anche come struttura educativa temporanea per bambini divisi dai loro genitori dalla guerra. Nell'inverno del 1942 all'orfanotrofio si svolse, clandestinamente, la prima dell'opera: a quel tempo, il compositore Krása e lo scenografo František Zelenka erano già stati deportati a Theresienstadt e le autorità naziste avevano proibito ogni manifestazione culturale ebraica. Tra l'aprile e il luglio del 1943 quasi tutti i membri del coro originale e il personale dell'orfanotrofio vennero deportati a Theresienstadt. Solo il librettista Hoffmeister poté scappare da Praga in tempo.
Riunito il cast a Theresienstadt, Krása ricostruì l'intera partitura dell'opera, basandosi sulla propria memoria e una parte dello spartito del pianoforte che ancora possedeva, adattandola agli strumenti disponibili al campo: flauto, clarinetto, chitarra, fisarmonica, piano, percussioni, tromba, quattro violini, un violoncello e un contrabbasso. All'inizio le prove dell'opera si erano svolte di nascosto e spesso di notte anche se quando vennero scoperti durante le prove, le autorità naziste decisero che potevano essere continuate per fare qualcosa di "culturale", che potesse essere sfruttato anche a fini di propaganda.
Il 23 settembre 1943 ebbe luogo la première di Brundibár. I giovani interpreti solisti dell'opera furono:
- Honza Treichlinger (1930-1944) = Brundibár
- Pintǎ Mühlstein (1929-1944) = Pepiček
- Greta Hofmeister Klingsberg (n.1929-2022) = Aninka
- Zdeněk Ohrenstein (1929-1990) = il cane
- Ela Stein Weissberger (1930-2018) = il gatto
- Maria Mühlstein (1932-1944) = il passerotto / Aninka
- Raphael Sommer / Stefan Herz-Sommer (1937–2001) = il passerotto.

La produzione fu messa in scena con la regia di František Zelenka e la coreografia di Camilla Rosenbaum. La direzione d'orchestra fu affidata a Rudi Freudenfeld. Zelenka, già direttore di palcoscenico per il Teatro Nazionale Ceco, disegnò anche la scenografia: come sfondo vennero dipinti diversi palazzi, in primo piano c'era una recinzione con i disegni del gatto, del cane e dell'allodola (passerotto), con buchi per inserire le loro teste al posto di quelle degli animali.
Tra il settembre 1943 e il settembre 1944, lo spettacolo fu rappresentato ben 55 volte. Tutti i cantanti avevano un sostituto, eccetto Honza Treichlinger giudicato insostituibile nella sua parte. Il cast degli interpreti principali rimase comunque sempre fisso, tranne rare eccezioni. Solo nel caso di Maria e Stefan, i due piccoli cantanti si alternarono con eguale frequenza nelle recite, con Maria che talora sostituì anche Greta nel ruolo di Aninka. Nel coro dei bambini invece i cambi furono frequenti, a causa delle malattie e delle deportazioni.
Una rappresentazione speciale di Brundibár si tenne il 23 giugno 1944 in occasione della visita di  una delegazione della Croce Rossa, venuta ad ispezionare le condizioni di vita nel campo; quello che la Croce Rossa non sapeva all'epoca era che la maggior parte di quello che vide durante la visita era pura finzione, e che una delle ragioni per le quali Theresienstadt sembrava così confortevole era che molti dei suoi residenti erano stati deportati ad Auschwitz con lo scopo di ridurre l'affollamento del campo durante la loro visita.
Più tardi, nel settembre di quello stesso anno la rappresentazione di Brundibár fu filmata per un film di propaganda nazista. Le riprese di Brundibár in questo film sono incluse nel documentario "Voices of the Children", vincitore di un Emmy-Award e diretto da Zuzana Justman, una sopravvissuta di Terenzin, che cantò nel coro. Nel film compare anche Ela Stein Weissberger, che interpretava la parte del gatto e Greta Hofmeister Klinsberg che interpretava Aninka.
Quella del settembre 1944 fu l'ultima rappresentazione dell'opera a Terezín. Nelle settimane successive, la maggior parte degli interpreti e degli spettatori di quella rappresentazione (inclusi il compositore Krása, il piccolo protagonista Honza Treichlinger, e Pintǎ e Maria Mühlstein) furono deportati e uccisi ad Auschwitz. Anche Greta e Zdeněk subirono la deportazione ad Auschwitz, ma selezionati per il lavoro forzato vi sopravvissero. Zdeněk fu liberato a Dachau, Greta invece fece ritorno stremata a Theresianstadt, dove si riunì a Ela e Stefan, ivi rimasti fino alla liberazione. Dopo la guerra Greta  e Stefan ebbero una brillante carriera musicale a livello internazionale (l'una come cantante d'opera, l'altro come violoncellista), Zdeněk divenne un attore famoso in Cecoslovacchia e Ela lavorò come grafico e interior designer negli Stati Uniti.

## Trama
La trama dell'opera contiene elementi fiabeschi come per Hänsel e Gretel e I musicanti di Brema. Aninka e Pepicek sono fratello e sorella orfani di padre per via della guerra. La loro madre è malata e il dottore dice loro che lei necessita di latte per riprendersi. Purtroppo sono poveri e quindi, essendo senza soldi decidono di cantare nella piazza del mercato per raccogliere quelli necessari. Ma il malvagio suonatore d'organetto Brundibár li caccia via con l'aiuto dei venditori ambulanti (gelataio, lattaio e panettiere) e di un poliziotto. Ad ogni modo, con l'aiuto di un impavido passero, di un astuto gatto, di un saggio cane e dei bambini del paese, saranno capaci di cacciare Brundibár, e cantare infine nella piazza del mercato e quindi di guadagnare abbastanza soldi per comprare alla mamma il latte.

## Simbolismo
L'opera contiene ovvi simbolismi nel trionfo dei bambini bisognosi e abbandonati sul suonatore di organetto, ma non fa esplicitamente riferimento alle condizioni in cui fu scritta e rappresentata. Comunque, alcune frasi, erano chiaramente antinaziste. Sebbene Hoffmeister scrisse il libretto prima dell'invasione da parte di Hitler, alcune battute furono cambiate dal poeta Emil Saudek a Therezin, per enfatizzare il messaggio antinazista. "Mentre l'originale diceva, "Colui che ama così tanto sua madre e suo padre e la sua terra nativa è nostro amico e può giocare con noi," la versione di Saudek diceva "Colui che ama la giustizia e ci convive, e chi non è timoroso è nostro amico, e può giocare con noi." (Karas, p. 103)

## La versione di Kushner
Nel 2003 l'opera fu adattata per un libro di disegni da Tony Kushner, con illustrazioni di Maurice Sendak. Sendak enfatizza il simbolismo dell'opera disegnando il personaggio di Brundibár con i baffetti di Hitler. Il libro fu nominato dal New York Times tra i 10 migliori libri illustrati del 2003.
L'opera fu rappresentata nel 2003 al Chicago Opera Theatre, diretto e disegnato da Sendak, su libretto di Tony Kushner.
Nel 2005 il libro fu trasformato in una produzione completa di un'opera, con libretto di Tony Kushner adattato da quello di Hoffmeister. Sendak e Kris Stone disegnarono le scenografie e Robin I. Shane si occupò dei costumi per la nuova produzione. La première si tenne al Berkley Repertory Theatre dove fu rappresentata insieme ad un'altra breve opera Ceca, "Comedy on the Bridge", con musiche di Bohuslav Martinu e libretto di Tony Kushner adattato da Václav Kliment Klicpera. L'opera passò poi al New Victory Theatre a New York, e "Comedy on the Bridge" fu sostituita da una nuova composizione di Kushner, "But the Giraffe". "But the Giraffe" è la storia di una giovane ragazza che è combattuta dalla difficile decisione di prendere la sua amata giraffa di stoffa o lo spartito di suo zio Brundibár. Quest'opera serviva come lancio per il successivo "Brundibár".
Nel 2006, Brundibár e Comedy on the Bridge furono rappresentate al Yale Repertory Theater a New Haven nel Connecticut.

## Altre versioni
L'opera ha acquisito una crescente popolarità durante gli ultimi anni, ed è stata rappresentata in diverse versioni in Inghilterra, Repubblica Ceca, Israele e negli Stati Uniti. Nel 1995 in Germania e in Austria, successivamente anche in Italia a partire dal 2000 l'opera fu rappresentata come parte di un progetto scolastico, ma anche con iniziativa teatrale, sulla memoria, in collaborazioni con sopravvissuti di Terezin quali Herbert Thomas Mandl o Eva Hermannová. La première ufficiale negli Stati Uniti si tenne nel 1994 al National Holocaust Museum con la Washington Opera diretta da Alan Nathan e con Mary Gresock come direttore di scena.
Una versione americana, rappresentata nel 2006, cerca di raccontare anche la storia dell'opera stessa. Intitolata "Brundibár: Hear My Voice" questa versione, che fu una co-produzione tra l'Arizona Onstage Productions di Tucson e la BASIS School, utilizza la partitura originale di Hans Krása e i dialoghi di Adolf Hoffmeister. Inseriti all'interno dell'opera si trovano nuove scene scritte da Colin Killick, uno studente di scuola superiore che aveva studiato Brundibár. Queste nuove scene raccontano la storia della piece, rappresentando Hans Krása e coloro che lavorarono all'opera a Terezin, che lavorano su Brundibár, dalla sua prima rappresentazione a Praga nel 1941 alla performance per la Croce Rossa nel 1944. A parte Krása, uno dei principali personaggi di queste nuove scene è Friedl Dicker-Brandeis, l'insegnante i cui alunni a Terezin crearono gli strazianti lavori artistici che furono poi mostrati in tutto il mondo. Nella produzione di Tucson tutte le parti dei bambini furono interpretate da studenti di scuole medie e superiori (come nell'originale) e solo i nuovi personaggi furono interpretati da attori adulti. Gli intervalli nell'opera originale erano stati scritti in modo da suggerire che il pubblico stava assistendo sia alla rappresentazione di "Brundibár" sia alle prove per la Croce Rossa.
La prima rappresentazione di quest'opera si tenne il 31 marzo e il 1º aprile al Temple of Musica and Art a Tucson, Arizona, sotto la direzione dell'attore Kevin Johnson. Killick era co-regista, la direzione vocale fu affidata a Ali Renner mentre l'orchestra fu diretta da Martin Majkut. Oltre alle nuove scene vennero proiettate le immagini dei detenuti del campo (adulti e bambini) e fotografie di Terezin, combinate con una scenografia che aveva come elemento dominante un arco con sopra scritte le parole "Arbeit Macht Frei" , capovolte rispetto al pubblico per dare loro la sensazione di essere nel campo. Ela Weissberger, una sopravvissuta della rappresentazione originale (la quale interpretava il ruolo di Kocour, o Il Gatto), parlava dopo ogni performance della sua esperienza nel cast di Brundibár e dei suoi pensieri circa il messaggio di quest'opera. Similmente Killick parlava dell'importanza della storia affermando: "Questo accadeva in Cecoslovacchia a metà degli anni '40, ma potrebbe riferirsi alla Cambogia, o al Rwanda, o al Darfur, può riferirsi a qualsiasi luogo in cui vi sia oppressione."
La Weissberger affermava che il nuovo materiale era molto accurato e potente (le era stata inviata una copia della sceneggiatura, aveva contribuito alla correzione della bozza ed aveva sistemato alcuni errori storici di minore entità) e che la reazione del pubblico era estremamente positiva.
La prima rappresentazione, incisione e traduzione in lingua italiana realizzata da bambini è stata prodotta dall'Accademia musicale di Firenze e pubblicata in un disco nel 2007, sotto la direzione di Volfango Dami.

## Registrazioni
- Romantic Robot (RR1991) 2 CD-set: Terezín: The Music 1941-44 by FISYO (Filmový symfonický orchestr) Praga, Diretta da Mario Klemens coi Bambini di Praga diretti da Bohumil Kulínský; questa fu la prima registrazione disponibile nella Repubblica Ceca da un set di 2 CD prodotti da Alexander Goldscheider e pubblicati nel 1991. I CD contengono inoltre il trio per archi Tanec di Krása e musiche di altri compositori di Terezín come Viktor Ullmann, Pavel Haas e Gideon Klein.
- Channel Classics (CCS 5193) CD titolo: Composers from Theresienstadt, 1941-1945: contiene Brundibár di Hans Krasa e canzoni Ceche di Frantisek Domazlický; Disman Radio Children's Ensemble, Prague, diretti da Józa Karas - Repubblica Ceca; 1993.
- EDA Edition Abseits, www.eda-records.com: Brundibar - Eine Oper fur Kinder; collegium iuvenum, Kanbenchor Stuttgart, Madchenkantorei St. Eberhard, diretti da Friedemann Keck; 1999 - set di 2 CD, Germania; il secondo CD è nominato "Brundibar e i bambini di Theresienstadt", e contenuti con Hannelore Wondschick
- Arabesque Recordings Z6680: Brundibar e Canzoni Folk Ebree e Yiddish; Essex Children's Choir e i membri della Vermont Symphony, diretti da Robert DeCormier; 1996 - traduzione in inglese curata da Józa Karas.
- Naxos 8.570119; Brundibar e "I Never Saw Another Butterfly" di Lori Laitman's, sotto il titolo di Music of Remembrance. Include inoltre l'Overture per Piccola Orchestra di Hans Krása's. Northwest Boy Choir, diretti da Gerard Schwarz; 2006 - queste registrazioni sono in Inglese ed è la versione di Tony Kushner
- Registrazione live dell'Austrian Broadcasting Corporation ORF della première australiana a cura di ARBOS-Company per Musica e Teatro, 1995.
- Nuova Fonit Cetra 1 CD, n. 3 della serie "Isolamenti 1938 - 1945" - 1996 - Con: H. Krasa Ouverture, Brundibár - P. Haas Studio per orchestra d'archi - G. Klein Partita per archi - V. Ulmann
- Hans Krása: Brundibár. Opera per Bambini in 2 Atti, Director: Volfango Dami. EMA Vinci records 2007.

Tre cori a tre arti su testi ebraici per voci bianche. Orchestra di Padova e del Veneto, Coro Mladinski Zbor RTV Slovenija, Direttore Nada Matosevic.